# Griffzungenschwert

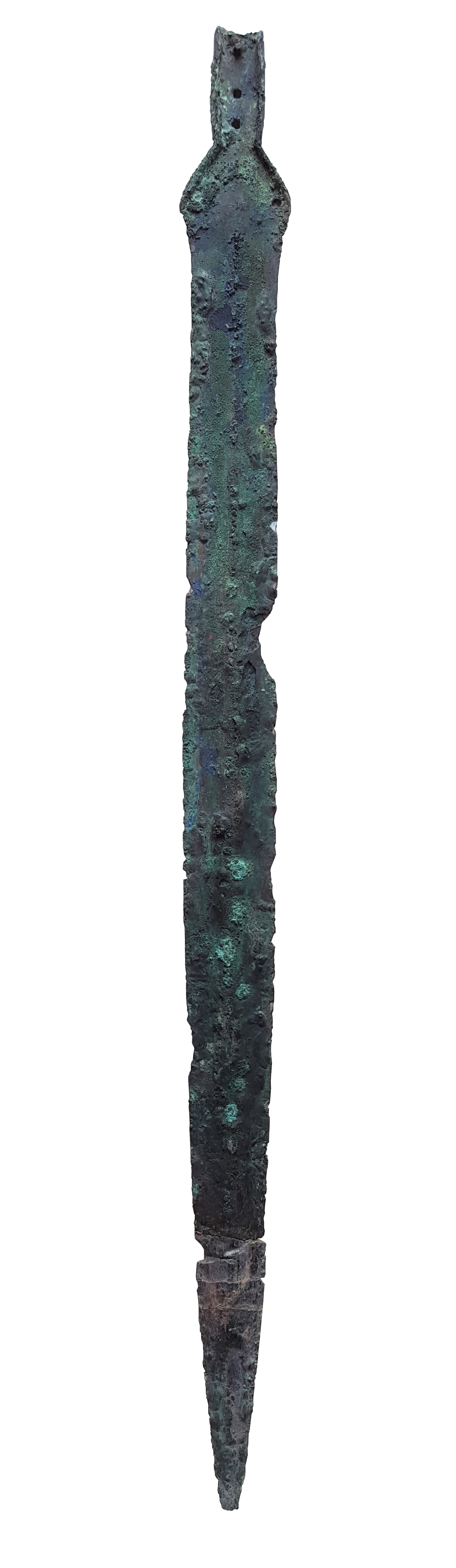
Bronzezeitliches Griffzungenschwert aus Dänemark

Ein Griffzungenschwert ist in der Archäologie der Typ eines Schwertes mit Griffzunge (Angel), bei dem das Heft auf eine durch das Heft laufende Verlängerung der Klinge aufgesetzt wird, im Gegensatz zum Griffplattenschwert bzw. zum Vollgriffschwert. Den Begriff prägte Julius Naue, als er in seinem Werk Die vorrömischen Schwerter aus Kupfer, Bronze und Eisen diese Schwerter klassifizierte. Ihm zu Ehren wählte man später als Typenbezeichnung „Naue I“ und „Naue II“. Es sind rund 350 Funde des „gemeinen Griffzungenschwertes“ in Nordeuropa bekannt, die meist der Bronzezeit zugeordnet werden. Oscar Montelius ist dafür bekannt, genauere Datierungen für solche Funde der Bronzezeit in Skandinavien gemacht zu haben. Nach Perioden von Montelius wurden etliche Schwerter datiert.  In der Typologie der Griffzungenschwerter werden unterschieden:
- die alten Griffzungenschwerter (mit Untergruppen, rund 200 Funde)[1]
- die gemeinen Griffzungenschwerter (mit Untergruppen, rund 350 Funde)[1]
- die jungen Griffzungenschwerter (mit Untergruppen, rund 80 Funde der „Schwerter mit schmaler Zunge“)[1]
- die mitteleuropäischen Griffzungenschwerter  (mit Untergruppen)[1]

Andere Varianten finden sich unter dem Begriff Schäftung von Vor- und Frühgeschichtlichen Messern, Dolchen und Schwertern.
Funde von Griffzungenschwertern sind auch aus dem Süden des deutschen Sprachraums, aus der Steiermark, dokumentiert.